# Earth A.D./Wolfs Blood
Earth A.D./Wolfs Blood (europäische Version: Wolfs Blood/Earth A.D.) ist das zweite und letzte Album der amerikanischen Horrorpunk-Band The Misfits, das mit Glenn Danzig aufgenommen wurde. Seite A heißt Earth A.D., Seite B Wolfs Blood.

## Entstehung und Stil
Es war eigentlich geplant, beide Seiten jeweils als EP herauszubringen, da sich die Band aber kurze Zeit später auflösen sollte, entschied man sich für eine Veröffentlichung als Langspielplatte. Der Stil ist härter als auf vorherigen Aufnahmen und wird daher dem Hardcore Punk zugeordnet.

## Hintergrund
Der Song Earth A.D. wurde teilweise vom Film Hügel der blutigen Augen (1977) inspiriert, Queen Wasp vom gleichnamigen Film und The Wasp Woman.

Devilock hat seinen Namen von der Frisur, die Jerry Only 1979 "erfand" und von den Bandmitgliedern, sowie den Fans der Gruppe, getragen wurde.

Green Hell basiert auf dem gleichnamigen Film, bzw. seiner Fortsetzung, The Monster From Green Hell, Bloodfeast auf dem Film mit dem gleichen Namen.

Mommy Can I Go Out And Kill Tonight? ist nur auf Plan 9 Pressungen nach 1984 zu finden und war schon auf Walk Among Us in einer Live-Version enthalten, die Studioversion, die bereits 1981 aufgenommen wurde, wurde remastert, um den Sound des Albums beizubehalten.

Death Comes Ripping und Bloodfeast wurde von Danzig eigentlich für Samhain geschrieben, wegen fehlender Tracks aber trotzdem verwendet.

## Titellisten

### "Plan 9", 1983
Seite A
1. Earth A.D. – 2:09
2. Queen Wasp – 1:32
3. Devilock – 1:26
4. Death Comes Ripping – 1:53
5. Green Hell – 1:53

Seite B
1. Wolfs Blood – 1:13
2. Demonomania – 0:45
3. Bloodfeast – 2:29
4. Hellhound – 1:16

### "Aggressive Rock Produktionen"
Seite A
1. Earth A.D. – 2:09
2. Queen Wasp – 1:32
3. Devilock – 1:26
4. Death Comes Ripping – 1:53
5. Green Hell – 1:53

Seite B
1. Wolfs Blood – 1:13
2. Demonomania – 0:45
3. Bloodfeast – 2:29
4. Hellhound – 1:16
5. Die, Die My Darling – 3:11
6. We Bite – 1:15

### "Plan 9", ab 1984
Seite A
1. Earth A.D. – 2:09
2. Queen Wasp – 1:32
3. Devilock – 1:26
4. Death Comes Ripping – 1:53
5. Green Hell – 1:53
6. Mommy Can I Go Out and Kill Tonight? – 2:03

Seite B
1. Wolfs Blood – 1:13
2. Demonomania – 0:45
3. Bloodfeast – 2:29
4. Hellhound – 1:16
5. Die, Die My Darling – 3:11
6. We Bite – 1:15